# Майфельд
Это статья о местности в Рейнланд-Пфальце. Статью о луге Майфельд в Берлине см. Майфельд (Берлин).

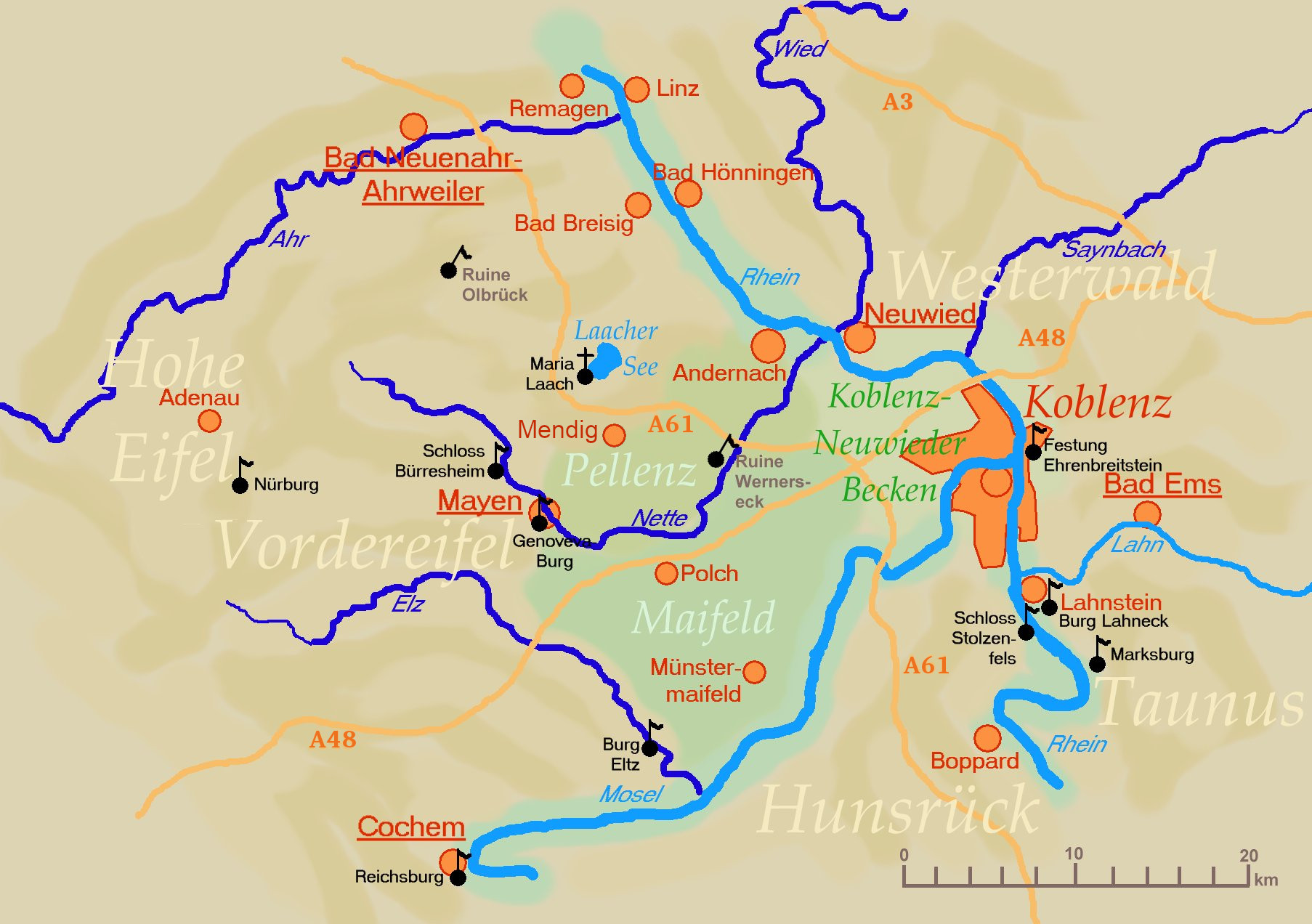
Карта местности

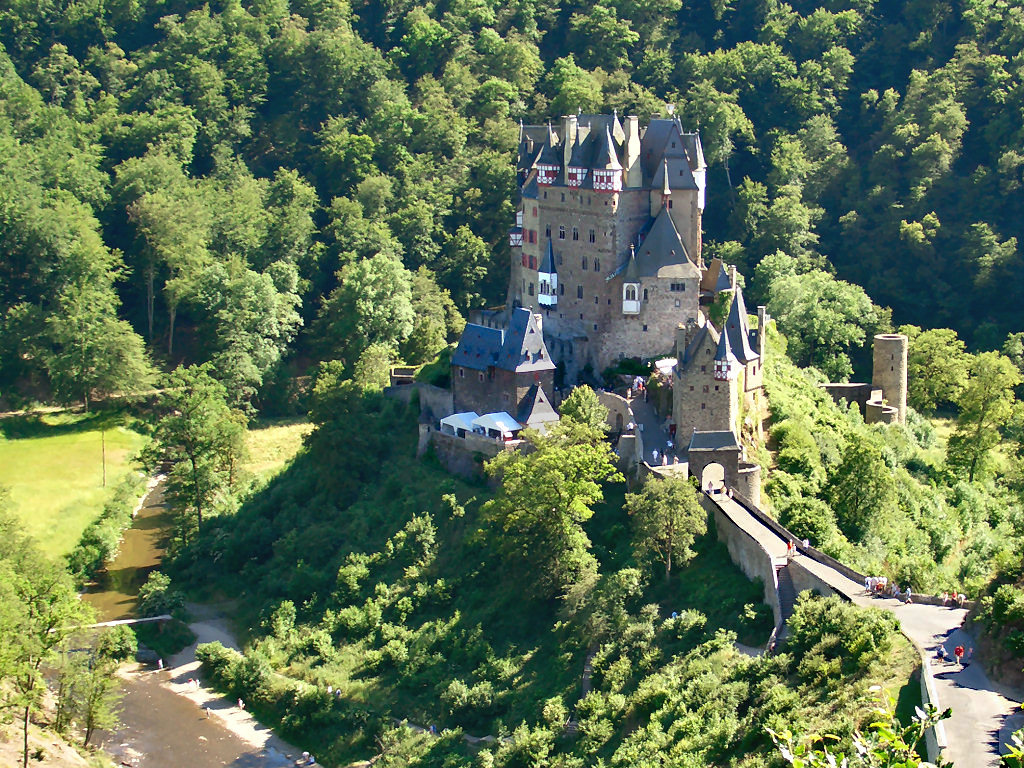
Замок Эльц

Майфельд (нем. Maifeld) — название местности в бассейне Среднего Рейна в предгорьях Айфеля юго-западнее Кобленца, отличающейся слегка холмистым рельефом. Естественные границы Майфельда образуют реки Мозель, Эльцбах и Нетте. В регионе развито сельское хозяйство. Земли Майфельда славятся своим плодородием. В Майфельде находятся города Польх, где находится администрация общинного союза Майфельд в районе Майен-Кобленц, и Мюнстермайфельд.

## Достопримечательности
- Замок Эльц близ Виршема в долине Эльца
- раннеготическая церковь в Мюнстермайфельде с характерным западным фасадом